# طفحة سلية حطاطية نخرية
الطفحة السلية الحطاطية النخرية (بالإنجليزية: Papulonecrotic tuberculid)‏ أو الطفحة السلية العدية (بالإنجليزية: Acne tuberculid)‏ أو الالتهاب العدي (بالإنجليزية: Acnitis)‏ أو العد المتكرس (بالإنجليزية: Acne agminata)‏ أو العد الخنازيري (بالإنجليزية: Acne scrofulosorum)‏ أو طفحة سلية شبيهة بالعد الوردي (بالإنجليزية: Rosacea-like tuberculid)‏ هي طفحة سلية غالبا ما تكون بدون أعراض، وهي اضطراب جلدي مزمن، تتوزع الآفات الجلدية بشكل متناظر على الأطراف الباسطة.